# ببتيد شبيه بالغلوكاكون- 1
الببتيد الشبيه بالغلوكاكون- 1، هو هرمون ببتيدي يتألف من 30- 31 حمض أميني مشتق من المعالجة اللاحقة لطليعة الغلوكاكون ضمن بعض الأنسجة. يفرز الهرمون من الخلايا الصماوية المعوية من النوع L وبعض الخلايا العصبية ضمن السبيل المنفرد في جذع الدماغ عند تناول الطعام. يخضع المنتج الأولي للببتيد الشبيه بالغلوكاكون- 1 (1–37) للأميدة والانحلال البروتيني، وهذا يؤدي إلى ظهور شكلين مختصرين متعادلي النشاط البيولوجي هما: أميد الببتيد الشبيه بالغلوكاكون-1 (7–36) والببتيد الشبيه بالغلوكاكون-1 (7–37). يصنع الشكل الفعال من الببتيد الشبيه بالغلوكاكون- 1 لولبي ألفا مرتبطين من مجموعتي الأحماض الأمينية 13- 20 و24-35.
يصنف الببتيد الشبيه بالغلوكاكون- 1 مع عديد الببتيد المعدي المثبط ضمن الإنكرتينات. وبالتالي، يملك هذا الببتيد القدرة على خفض مستويات السكر في الدم عبر تعزيز إفراز الأنسولين بطريقة معتمدة على الأنسولين. يملك الببتيد الشبيه بالغلوكاكون- 1 تأثيرات تنظيمية ووقائية عديدة إضافةً إلى تأثيره المحفز لإفراز الأنسولين. يستمر تأثير الببتيد الشبيه بالغلوكاكون- 1 لدى مرضى السكري من النوع 2 بينما يزول تأثير عديد الببتيد المعدي المثبط، ولهذا توجهت العديد من الأبحاث نحو تطوير علاجات معتمدة على الببتيد الشبيه بالغلوكاكون- 1.
يبلغ نصف عمر الببتيد الداخلي الشبيه بالغلوكاكون- 1 دقيقتين تقريبًا؛ إذ يتحلل الهرمون سريعًا عن طريق إنزيم ثنائي ببتيديل ببتيداز-4 والببتيداز الداخلي المحايد 24.11 ليطرح في ما بعد عبر الكلية. نتيجةً لذلك، يصل 10- 15٪ فقط من الببتيد الشبيه بالغلوكاكون- 1 إلى الدورة الدموية، وبذلك تبلغ مستويات البلازما الصيامية 0- 15 بيكومول/ لتر. طور الباحثون ناهضات مستقبلات الببتيد الشبيه بالغلوكاكون- 1 ومثبطات ثنائي ببتيديل ببتيداز-4 لزيادة نشاط الببتيد الشبيه بالغلوكاكون- 1. ترتبط العلاجات المعتمدة على الببتيد الشبيه بالغلوكاكون- 1 بفقدان الوزن وانخفاض خطر الإصابة بنقص السكر على عكس العلاجات الشائعة للسكري كالأنسولين وسلفونيل اليوريا.

## التعبير الجيني
تعبر العديد من الأعضاء عن طليعة الغلوكاكون، وهذا يشمل البنكرياس (خلايا ألفا من جزر لانغرهانس) والأمعاء (الخلايا الصماء المعوية النوع L) والدماغ (جذع الدماغ الذيلي والوطاء). يعزز الصيام ونقص السكر التعبير الجيني لطليعة الغلوكاكون في البنكرياس ويتثبط بإفراز الأنسولين. في المقابل، ينخفض التعبير الجيني لطليعة الغلوكاكون في الأمعاء أثناء الصيام ويتحرض بتناول الطعام. تؤدي عملية النسخ لدى الثدييات إلى إنتاج حمض نووي ريبوزي رسول متطابق في الأنواع الخلوية الثلاثة. يترجم ذلك الحمض النووي إلى طليعة الغلوكاكون التي تتألف من 180 حمض أميني. ومع ذلك، تؤدي آليات المعالجة اللاحقة للترجمة النسيجية النوعية إلى إنتاج ببتيدات مختلفة في الخلايا المختلفة.
يشطر الإنزيم القالب للطلائع الهرمونية-2 طليعة الغلوكاكون في البنكرياس (الخلايا ألفا في جزر لانغرهانس) لينتج الببتيد البنكرياسي المرتبط بالغليسنتين والغلوكاكون والببتيد الوسيط- 1 والقطعة الرئيسية لطليعة الغلوكاكون.
يحفز الإنزيم القالب للطلائع الهرمونية (1/3) طليعة الغلوكاكون في القناة الهضمية والدماغ لينتج الغليسنتين والببتيد الشبيه بالغلوكاكون- 1 والببتيد الوسيط- 2 والببتيد الشبيه بالغلوكاكون- 2. قد يُعالج الغليسنتين الناتج لاحقًا ليعطي الببتيد البنكرياسي المرتبط بالغليسنتين والأوكسينتومودولين. اعتُقِد في السابق أن الببتيد الشبيه بالغلوكاكون- 1 يوافق طليعة الغلوكاكون (72–108) بالنهاية الأمينية للقطعة الرئيسية لطليعة الغلوكاكون، ولكن كشفت دراسات حديثة توافقه مع طليعة الغلوكاكون (78–107)، وهذا أسفر عن اكتشافين اثنين. وجد الاكتشاف الأول أن الببتيداز الداخلي يحفز الببتيد الشبيه بالغلوكاكون- 1 (1–37) ذو الطول الكامل ليتحول إلى الببتيد الشبيه بالغلوكاكون- 1 (7–37) الفعال بيولوجيًا، بينما وجد الاكتشاف الثاني دور الغليسين المرتبط بطليعة الغلوكاكون (108) كركيزة لأميدة الأرجينين ذي النهاية الكربوكسيلية ما يؤدي إلى إنتاج أميد الببتيد الشبيه بالغلوكاكون- 1 (7- 36) الفعال بنفس القدر.

## الإفراز
يخزن الببتيد الشبيه بالغلوكاكون- 1 ضمن حبيبات إفرازية داخل أنواع معينة من الخلايا. تكون الخلايا المعوية من النوع L مسؤولة عن إفراز الببتيد ضمن الجهاز البوابي الكبدي. تتواجد تلك الخلايا ضمن الجزء القاصي من اللفائفي والكولون، وقد تتواجد ضمن الصائم والإثني عشرية. تصنف الخلايا L ضمن الخلايا الطلائية المثلثة، وتكون على اتصال مباشر باللمعة والأنسجة العصبية الوعائية، ولهذا تؤثر عليها العديد من العناصر الغذائية والعصبية والصماوية.
يتحرر الببتيد الشبيه بالغلوكاكون- 1 وفق نمط ثنائي الطور بعد 10-15 دقيقة وبعد 30-60 دقيقة من تناول الوجبة. تقع غالبية الخلايا L ضمن القولون والجزء القاصي من اللفائفي، ولهذا يمكن تفسير الطور الأول بتأثير الإشارات العصبية أو الببتيدات المعوية أو النواقل العصبية. تشير أدلة أخرى إلى أن كمية الخلايا L الموجودة ضمن الصائم الداني كافية لتفسير الطور الأول من الإفراز نتيجة الاتصال المباشر بالمغذيات الموجودة ضمن اللمعة. تحفز العناصر الغذائية المهضومة بشكل مباشر الطور الثاني من تحرر الببتيد. لهذا، يعتبر معدل إفراغ المعدة جانب مهم يجب مراعاته، لأنه ينظم دخول العناصر الغذائية إلى الأمعاء الدقيقة -حيث يحدث التحفيز المباشر لتحرر الببتيد. يمنع الببتيد الشبيه بالغلوكاكون- 1 إفراغ المعدة، وبالتالي سيؤدي تناول الطعام إلى إبطاء إفرازه.
يتراوح التركيز الصيامي الفعال بيولوجيًا للببتيد الشبيه بالغلوكاكون- 1 بين 0 و15 بيكومول/ لتر، ويرتفع من ضعفين إلى ثلاثة أضعاف عند استهلاك الطعام اعتمادًا على حجم الوجبة ومكوناتها. تحفز العناصر الغذائية المستقلة كالأحماض الدهنية والأحماض الأمينية الأساسية والألياف الغذائية إفراز الببتيد الشبيه بالغلوكاكون- 1.
ترتبط السكريات بمسارات تأشير مختلفة تؤدي إلى إزالة استقطاب غشاء الخلية L مما يؤدي إلى ارتفاع تركيز الكالسيوم الشاردي ضمن العصارة الخلوية، وهذا بدوره يؤدي إلى إفراز الببتيد الشبيه بالغلوكاكون- 1. ترتبط الأحماض الدهنية بتعبئة مخازن الكالسيوم الشاردي داخل الخلايا ليتحرر في ما بعد ضمن العصارة الخلوية. ما تزال آليات إفراز الببتيد الشبيه بالغلوكاكون- 1 المحرضة بتناول البروتين غير واضحة تمامًا، ولكن يبدو أن نسبة الأحماض الأمينية وتكوينها يملك تأثير تحفيزي مهم.